# Markos Kolōkas
Markos Kolōkas (in greco Μάρκος Κολώκας?; Atene, 21 aprile 1977) è un dirigente sportivo ed ex cestista greco.